# العلاقات البيروية القطرية
العلاقات البيروفية القطرية هي العلاقات الثنائية التي تجمع بين بيرو وقطر.

## مقارنة بين البلدين
هذه مقارنة عامة ومرجعية للدولتين:
| وجه المقارنة                                              | بيرو                                   | قطر           |
| --------------------------------------------------------- | -------------------------------------- | ------------- |
| المساحة (كم2)                                             | 1.29 مليون                             | 11.44 ألف     |
| عدد السكان (نسمة)                                         | 32.16 مليون                            | 2.64 مليون    |
| الكثافة السكانية (ن./كم²)                                 | 24.93                                  | 230.77        |
| العاصمة                                                   | ليما                                   | الدوحة        |
| اللغة الرسمية                                             | اللغة الإسبانية، اللغة الأيمرية، كتشوا | اللغة العربية |
| العملة                                                    | سول بيروفي جديد                        | ريال قطري     |
| الناتج المحلي الإجمالي (بليون دولار)                      | 211.39 مليار                           | 167.61 مليار  |
| الناتج المحلي الإجمالي (تعادل القوة الشرائية) بليون دولار | 393.13 مليار                           | 316.40 مليار  |
| الناتج المحلي الإجمالي الاسمي للفرد دولار أمريكي          | 6.03 ألف                               | 73.65 ألف     |
| الناتج المحلي الإجمالي للفرد دولار أمريكي                 | 11.99 ألف                              | 141.54 ألف    |
| مؤشر التنمية البشرية                                      | 0.740                                  | 0.850         |
| رمز المكالمات الدولي                                      | +51                                    | +974          |
| رمز الإنترنت                                              | .pe                                    | .qa           |
| المنطقة الزمنية                                           | توقيت بيرو، 00                         | ت ع م+03:00   |

## منظمات دولية مشتركة
يشترك البلدان في عضوية مجموعة من المنظمات الدولية، منها:
| علم المنظمة | اسم المنظمة                               | تاريخ انضمام بيرو | تاريخ انضمام قطر |
| ----------- | ----------------------------------------- | ----------------- | ---------------- |
|             | يونسكو                                    | 21 نوفمبر 1946    | 27 يناير 1972    |
|             | وكالة ضمان الاستثمار متعدد الأطراف        | 2 ديسمبر 1991     | 22 أكتوبر 1996   |
|             | الأمم المتحدة                             | 31 أكتوبر 1945    | 21 سبتمبر 1971   |
|             | الاتحاد البريدي العالمي                   | ?                 | ?                |
|             | البنك الدولي للإنشاء والتعمير             | 31 ديسمبر 1945    | 25 سبتمبر 1972   |
|             | المنظمة الهيدروغرافية الدولية             | ?                 | ?                |
|             | الاتحاد الدولي للاتصالات                  | 12 يوليو 1915     | 27 مارس 1973     |
|             | منظمة حظر الأسلحة الكيميائية              | ?                 | ?                |
|             | مؤسسة التمويل الدولية                     | 20 يوليو 1956     | 11 أكتوبر 2008   |
|             | المركز الدولي لتسوية المنازعات الاستشارية | 8 سبتمبر 1993     | 20 يناير 2011    |
|             | منظمة التجارة العالمية                    | ?                 | ?                |
|             | منظمة الشرطة الجنائية الدولية             | ?                 | ?                |

## وصلات خارجية
- موقع وزارة الخارجية البيروفية
- موقع وزارة الخارجية القطرية